# 芝浜ゆらゆら
芝浜ゆらゆら（しばはまゆらゆら）は、落語家の林家たい平が2006年10月18日にコロムビアミュージックエンタテインメントから発売した楽曲で1枚目のシングル。

## 概要
日本テレビの深夜番組『歌スタ』で審査に合格し、歌手としてCDデビュー。マシコタツロウによる楽曲提供を受け、作詞は共作となっている。
曲のジャンルは演歌だが、収録曲はどちらも和楽器を用いないJ-POPである。CDショップなどでの配置ジャンルは落語（たい平の落語CDと並列）になっていることが多い。
2006年末のランキングでは79位にランクイン（出演番組『笑点』の大喜利挨拶時に言っていた）。
発売当時にたい平が出演していたラジオ番組・『テリー伊藤のってけラジオ』（特捜班キャップとして出演）にて、一時期ではあるがエンディング曲として使用された。
独演会などで披露するときには桑田佳祐のものまねをしながら歌うことがある。

## 歌詞の世界
大元は古典落語の演目である『芝浜』。これをたい平が独自に現代風の「拾った財布が縁で交際が始まった若い落語家と落語好きの女の恋物語」にアレンジした新作落語としたのが『SHIBAHAMA』であり、『芝浜ゆらゆら』の歌詞の中の世界はたい平の『SHIBAHAMA』の方をベースとしている。

## 収録曲
全作曲・編曲：マシコタツロウ
1. 芝浜ゆらゆら
  - 作詞：マシコタツロウ・林家たい平
2. 一緒にいよう
  - 作詞：マシコタツロウ
3. 芝浜ゆらゆら（インストゥルメンタル）
4. 一緒にいよう（インストゥルメンタル）